# Compressore per idrogeno

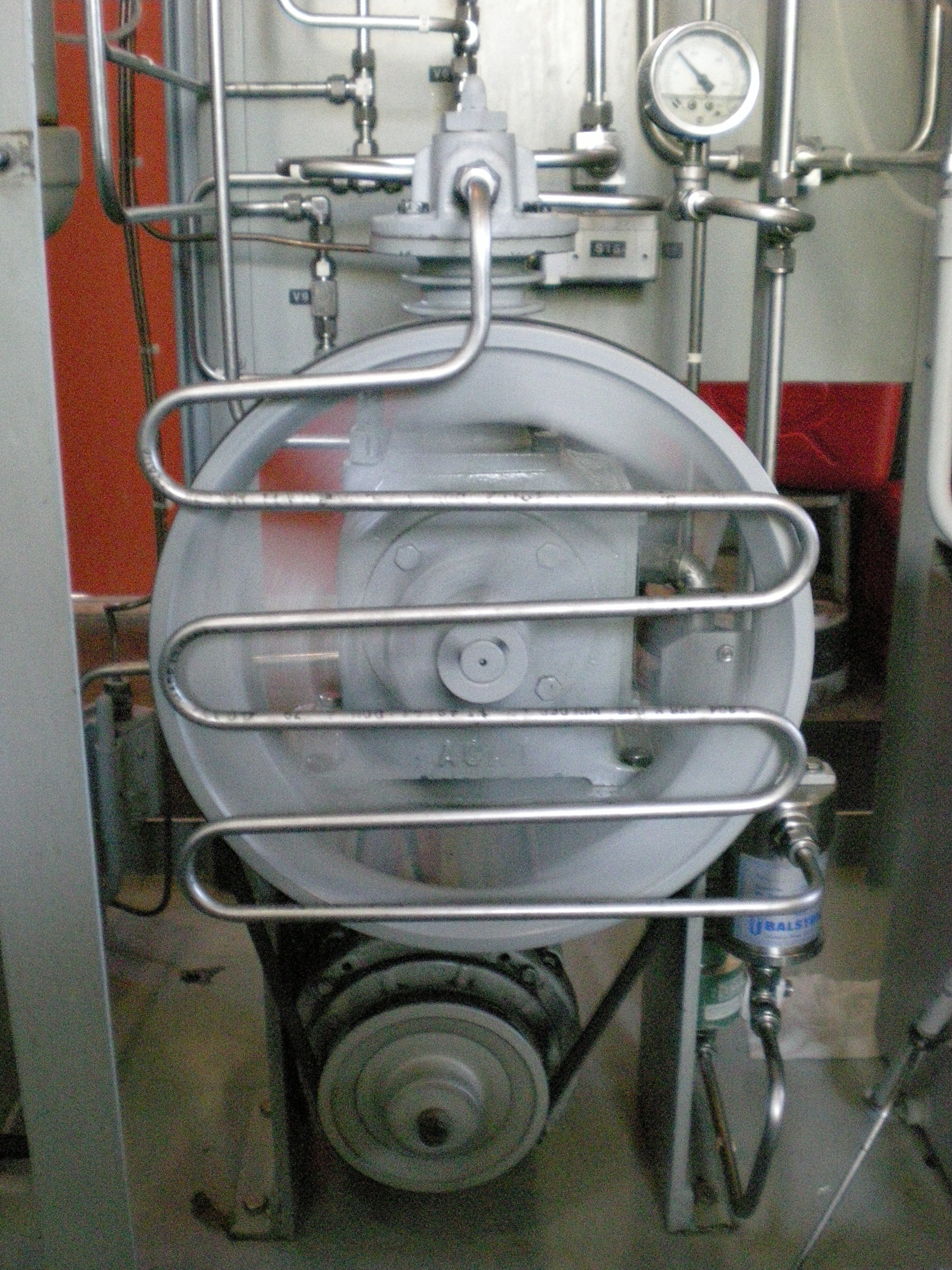
Un compressore in azione

Il compressore per idrogeno è un dispositivo che aumenta la pressione dell'idrogeno diminuendone il volume. Durante la compressione in accordo con la legge di Charles l'idrogeno aumenta la sua temperatura.
I compressori ad idrogeno sono strettamente connessi con le pompe ad idrogeno e i compressori di gas: entrambi aumentano la pressione di un fluido ed entrambi possono trasportare il fluido attraverso una conduttura. Aumentando la sua pressione, l'idrogeno si liquefà e quindi, l'utilità principale di questo dispositivo è quella di poter trasportare l'idrogeno più comodamente.

## Tipi di compressori ad idrogeno

### Compressori a diaframma con pistone in metallo
I compressori a diaframma con pistone in metallo sono dispositivi ad alta pressione continuata, raffreddati di norma con un sistema ad acqua, 11~15 kW 30~50Nm3/h 40MPa per la distribuzione dell'idrogeno utilizzata nelle stazioni ad idrogeno. Poiché la compressione genera calore, il gas compresso deve essere raffreddato tramite più stadi che rendono la compressione meno adiabatica e più isoterma. L'efficienza adiabatica media dei compressori a diaframma si assesta al 70%.

### Compressori a pistoni liquidi-ionici
I compressori a pistoni liquidi ionici sono dispositivi basati su un pistone costituito da un materiale ionico liquido invece che di metallo.

### Compressori a rotore guidato
I compressori a rotore guidato, GRC (guide rotor compressor) è un dispositivo nel quale si attua uno spostamento rotatorio positivo basato su un'evoluta geometria trocoide che utilizza una curva parallela trocoide per definire il rendimento di base. L'efficienza adiabatica di questo tipo di dispositivi si assesta tipicamente tra l'80 e l'85%.

### Compressori lineari
Il compressore a singolo pistone lineare utilizza il controbilanciamento dinamico, dove una massa mobile ausiliaria è collegata flessibilmente ad un pistone mobile e alla parete fissa del compressore con l'ausilio di molle meccaniche. Il dispositivo è utilizzato nella criogenetica.

### Idrurocompressore
Negli idrurocompressori vengono utilizzate le proprietà termiche e di pressione di un idruro per assorbire idrogeno a bassa pressione a temperatura ambiente e rilasciare idrogeno ad alta pressione e alta temperatura.

### Compressore elettrochimico
Nel compressore per idrogeno elettrochimico multifase sono presenti una serie di MEAs, simili a quelle utilizzate nelle celle di combustibile a scambio di protoni. Questo tipo di compressore non ha nessuna parte in movimento e presenta una notevole compattezza. Con la compressione elettrochimica il dispositivo riesce a pressurizzare l'idrogeno fino a 5000 psi, anche se, per motivi di sicurezza, la struttura del dispositivo è progettata per resistere fino a 10000 psi.